# جيورجي جابولوف
جيورجي جابولوف (بالروسية: Георгий Борисович Габулов)‏ (4 سبتمبر 1988 بموزدوك في روسيا - ) هو لاعب كرة قدم روسي في مركز الوسط. شارك مع منتخب روسيا تحت 21 سنة لكرة القدم ومنتخب روسيا الثاني لكرة القدم. أما مع النوادي، فقد لعب مع أنجي محج قلعة وسبارتاك فلاديكافكاز ولوكوموتيف موسكو ونادي روستوف ونادي كريليا سوفيتوف سامارا وFC Kazanka Moscow ‏ ونادي سكا خاباروفسك.

## وصلات خارجية
- جيورجي جابولوف على موقع قاعدة بيانات كرة القدم.إي يو (الإنجليزية)
- جيورجي جابولوف على موقع Soccerway.com (الإنجليزية)
- جيورجي جابولوف على موقع AS.com (الإسبانية)